# کیسه‌ماهیان
کیسه‌ماهیان (نام علمی: Bagridae) خانواده‌ای از ماهی‌ها هستند. 
ماهیان این خانواده دارای بدنی لخت و به‌طور متعادل دراز و کشیده‌اند، غشای برانشی آزاد است. باله پشتی در ابتدای ناحیه پشتی و دارای شعاع سوزنی است. دارای باله چربی و باله مخرجی آنها کوتاه یا متوسط است.
باله شکمی معمولاً با یک شعاع سوزنی و ۵ شعاع نرم در ناحیه شکمی دیده می‌شود. هم در فک‌ها و هم در حلق دارای دندان می‌باشند. در فک بالا واجد سبیلک و گاهی اوقات در فک پائین یک یا دو جفت سبیلک دارد.
استخوان رجلی خارجی آشکار و رجلی میانی کوچک و فرامیانی توسعه یافته‌است. کیسه شنا آزاد، دراز و یک قسمتی است. سطح بدن از مایع زردرنگی پوشیده شده که سمی است و این مایع زردرنگ سمی روی باله‌ها هم دیده می‌شود. ماهیان این خانواده رنگ آمیزی بدنشان را تغییر می‌دهند. این ماهیان از حشرات خشکی که در آب می‌افتند، تغذیه می‌کنند.